# Peel Terrace

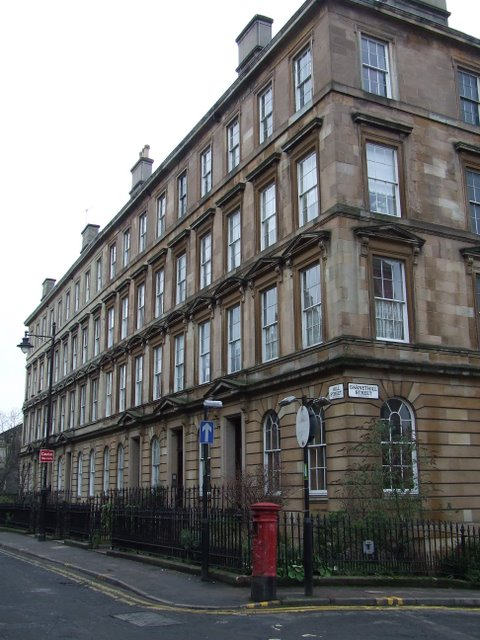
Peel Terrace

Die Peel Terrace ist ein Ensemble von Wohngebäuden in der schottischen Stadt Glasgow. 1981 wurde das Bauwerk als Einzeldenkmal in die schottischen Denkmallisten zunächst in der Kategorie B aufgenommen. Die Hochstufung in die höchste Denkmalkategorie A erfolgte 1988.

## Geschichte
Die Gebäudezeile entstand zwischen 1841 und 1843. Welcher Architekt für den Entwurf verantwortlich zeichnet, ist nicht überliefert. Anhand architektonischer Details könnte es sich jedoch um Charles Wilson oder David Hamilton handeln.

## Beschreibung
Die vierstöckigen Gebäude liegen an der Einmündung der Garnethill Street in die Hill Street nordwestlich des Glasgower Zentrums. Gegenüber befindet sich die Breadalbane Terrace. Die Hauptfassade der klassizistischen Gebäude ist 18 Achsen weit. Sie ist aus Steinquadern aufgebaut, während an den Seiten- und Rückfassaden Bruchstein verwendet wurde. Im Bereich des Erdgeschosses ist das Mauerwerk um die Rundbogenfenster rustiziert. Wie auch an den Sprossenfenstern des ersten Obergeschosses, verdachen Dreiecksgiebel auf Konsolen die sechs Eingangstüren. Im zweiten Obergeschoss sind die Fenster schlichter bekrönt. Fenstergesimse gliedern die Fassade horizontal. Die Fassade schließt mit einem Kranzgesimse. Die sieben Achsen weite Fassade entlang der Garnethill Street ist weitgehend identisch ausgestaltet.